# Asthenes urubambensis
El canastero del Urubamba (Asthenes urubambensis), también denominado espartillero pecho de líneas, canastero de frente listada (en Perú) o piscuiz del Urubamba, es una especie de ave paseriforme de la familia Furnariidae, perteneciente al numeroso género Asthenes. Es nativo de la región andina del centro oeste de Sudamérica.

## Distribución y hábitat
Se distribuye por los Andes del centro de Perú y desde el sur de Perú hasta el oeste de Bolivia.
Esta especie es considerada poco común y local en su hábitat natural: los matorrales dispersos de Polylepis y los bosques bajos de altitud, principalmente entre los 3200 y 4300 m.

## Estado de conservación
El canastero del Urubamba ha sido calificado como casi amenazado por la Unión Internacional para la Conservación de la Naturaleza (IUCN) debido a la presunción de que su población, todavía no cuantificada, sea moderadamente pequeña y fragmentada, y posiblemente esté en decadencia debido a la continua pérdida y degradación de su hábitat.

## Sistemática

### Descripción original
La especie A. urubambensis fue descrita por primera vez por el ornitólogo estadounidense Frank Michler Chapman en 1919 bajo el nombre científico Siptornis urubambensis; su localidad tipo es: «Machu Picchu, 14,000 pies [c. 4270 m], Cuzco, Perú».

### Etimología
El nombre genérico femenino «Asthenes» deriva del término griego «ασθενης asthenēs»: insignificante; y el nombre de la especie «urubambensis», se refiere al río Urubamba, Perú.

### Taxonomía
Las similitudes de plumaje sugieren un parentesco más próximo con Asthenes flammulata y A. virgata o con A. maculicauda que con otras especies del género.

### Subespecies
Según las clasificaciones del Congreso Ornitológico Internacional (IOC) y Clements Checklist v.2018, se reconocen dos subespecies, con su correspondiente distribución geográfica:
- Asthenes urubambensis huallagae (J.T. Zimmer, 1924) – Andes del centro de Perú (desde San Martín al sur hasta Pasco).
- Asthenes urubambensis urubambensis (Chapman, 1919) – Andes del sur de Perú (Cuzco, Puno) y oeste de Bolivia (La Paz, Cochabamba).